# Joaquim Fernández Corredor
Joaquim Fernández Corredor   (Mataró, 22 de gener de 1971) fou un destacat nedador català de la dècada de 1990, especialista en proves de braça.
Es formà al Centre Natació Mataró. En categories inferiors fou diversos cops campió de Catalunya i d'Espanya. L'any 1987 va fitxar pel CN Sant Andreu, competint a les ordres dels tècnics Dolors Jané i Jordi Murio.
Va participar en tres edicions dels Jocs Olímpics, Seül 1988, Barcelona 1992 i Atlanta 1996. Entre els seus èxits internacionals més destacats cal destacar que fou finalista en dos campionats d'Europa (1989, 1991) i quart classificat en el Campionat del Món de 1991 a només tres dècimes de la medalla de bronze en 200 m braça. El 1991 guanyà la medalla de bronze en els Jocs del Mediterrani celebrats a Atenes en 200 m braça amb 2:17.01. En piscina curta, destaca una medalla d'argent en els relleus 4×100m metres estils en el Campionat del Món de 1993. També en piscina curta va batre el rècord del món el 24 de gener del 1991 en els 200 m braça amb un temps de 2:08.62.
Fou 9 cops campió d'Espanya absolut i 10 cops campió de Catalunya.

## Palmarès
Campionat d'Espanya
- 100 metres braça: 1993
- 200 metres braça: 1988, 1991, 1993, 1994, 1995, 1996, 1997
- 400 metres estils: 1990

Campionat d'Espanya d'hivern (piscina curta)
- 200 metres braça: 1988, 1989, 1990, 1991, 1992, 1995, 1997
- 200 metres estils: 1990, 1991, 1992
- 400 metres estils: 1989

Campionat de Catalunya
- 100 metres braça: 1991, 1993
- 200 metres braça: 1988, 1991, 1993
- 200 metres estils: 1991, 1995
- 400 metres estils: 1991, 1993, 1995